# 市原悦子
市原悦子（日语：／?，1936年1月24日—2019年1月12日，本名：盐见悦子）是日本女演员。出生于日本千葉市千叶县。身高160厘米，丈夫是舞台导演盐见哲。
2019年1月12日下午，市原悦子因心脏衰竭离世。

## 获奖经历
- 1958年 新人新人奖（《琵琶星》）
- 1959年 第14届文化廳藝術祭戏剧部艺术节鼓励奖（俳优座“千鸟”）
- 1962年 新剧演技大赏（《三文钱的歌剧》）
- 1964年 第2届（1964）金箭奖新人奖（《哈姆雷特》）
- 1975年 第9届（1974年）纪之国剧场奖个人奖（《特洛伊妇女》）
- 1986年 大都会文化荣誉奖
- 1990年 第13届日本电影学院奖最佳女配角（《黑雨》）
- 1998年 第21届日本奥斯卡最佳女配角奖（《鳗鱼》）
- 1999年 第6届读卖剧场大赏优秀女演员奖（新国立剧场《亲爱的骗子》）
- 2002年 第28届（2001年度）广播文化基金奖节目部个人现场表演者奖（《長崎漫步曲》）
- 2003年 第27届山路文子电影奖山路文子女演员奖（《蕨野行》）
- 2009年 第16届读卖剧场大赏优秀女演员奖（剧场企划团THE Gajira“Yurayura”）
- 2012年 第20届桥田奖特别奖（《家政妇的见证》系列）